# Manuel Salazar
Manuel Alejandro Salazar Rivas (San Salvador, 23 gennaio 1986) è un ex calciatore salvadoregno, di ruolo difensore.

## Carriera

### Club
Ha sempre giocato in squadre del proprio paese.

### Nazionale
Ha debuttato in Nazionale nel 2007.